# Aurelianus (consul)
Ne doit pas être confondu avec Aurélien (empereur romain).
Pour les articles homonymes, voir Aurelianus.
Aurelianus (en grec ancien : Αυρηλιανός) est un homme politique de l'empire romain d'Orient de la fin du IVe siècle et du début du Ve siècle. Il fut préfet de la ville de Constantinople de 393 à 394, préfet du prétoire d'Orient de 399 à 400 et consul en 400.

## Biographie

### Famille
Aurelianus était le fils du consul de 361, Taurus, et le frère d'Eutychianus, consul en 398. Son fils, Flavius Taurus, est consul en 428.

### Carrière politique
Aurelianus est nommé préfet de la ville de Constantinople au début de l'année 393 durant la période où Rufinus domine à la cour de l'Empire romain d'Orient. Aurelianus succède à cette charge à Aristaenetus, lui-même nommé l'été précédent après la chute de son précédent titulaire, Proclus, orchestrée par Rufinus. 
Lorsque le magister militum d'origine gothique Gaïnas accède au pouvoir à la cour de l'empereur Arcadius, il fait écarter tous les partisans de son ennemi Eutropius ; il choisit Aurélien comme préfet du prétoire d'Orient en août 399, en remplacement d'Eutychianus, choisi par Eutropius.
Aurelianus devint ainsi le fonctionnaire civil le plus puissant et fut impliqué dans le procès contre Eutropius, qui débute à Chalcédoine en septembre de la même année et se termine par l'exécution de ce dernier.
Il est nommé consul pour l'année 400, mais son collègue d'Occident, le magister militum Stilicon, ne le reconnaît pas dans un acte de confrontation ouverte avec la cour d'Orient et notamment avec Gaïnas. Il était encore préfet au début de l'année 400, lorsqu'il reçut l'ordre de confisquer les propriétés d'Eutropius et de détruire ses statues.
À la mi-avril 400, Gainas, qui s'était rebellé avec ses Goths, se rend à Constantinople, où il oblige Arcadius à livrer Aurélien et Saturninus ; Aurélien est exilé (et peut-être déposé), mais ses biens ne sont pas confisqués.
Après la défaite des Goths à Constantinople par Fravitta le 12 juillet 400, Aurélien fait un retour triomphal dans la capitale. On sait, grâce aux lois conservées dans le Code Théodosien, qu'il succède à Monaxius comme préfet du prétoire d'Orient en 414 - charge qu'il exerce pour la seconde fois de sa carrière jusqu'en 416.

## Dans la littérature
Aurelianus a été identifié au personnage d'Osiris dans le roman allégorique De la Providence de Synésius de Cyrène. Dans cette œuvre Osiris est opposé à Typhon, représentant Caesarius ou Eutychianus, tandis que le personnage d'Horus pourrait représenter Taurus,.